# Not Fair
Not Fair est le deuxième single enregistré par Lily Allen pour son deuxième album studio, It's Not Me, It's You. Le single est sorti en téléchargement numérique le 20 mars, la sortie officielle était le 19 février 2009. La musique a été diffusée le même que la vidéo.
Not Fair a été utilisé dans l'épisode de EastEnders diffusé 28 juillet 2009.